# Melvillův ostrov (Austrálie)
Melville, anglicky Melville Island, je ostrov, který leží 80 km severně od Darwinu ve východní části Timorského moře. Je součástí australského Severního teritoria. Ostrov je společně s Bathurstovým ostrovem domovem domorodců kmene Tiwi. Proto se jim také říká Tiwi Islands. Ostrovy vznikly před 6000 lety vlivem zvyšující se vodní hladiny.

## Historie
Ostrov pro Evropany objevil Abel Tasman v roce 1644, i když není vyloučeno, že sem již před ním připluli Portugalci. Britský objevitel Phillip Parker King, který břehy ostrova detailně prozkoumal (1818), ho pojmenoval po Robertu Dundasovi, 2. vikomtu Melville. V roce 1824 byla zřízena na ostrově Melville pevnost Fort Dundas. Vydržela ovšem jen pouhých pět let. Koncem 19. století začaly být na ostrov organizovány lovecké výpravy za účelem střílení buvolů. Začátkem 20. století zde byla ustavena katolická misie. V roce 1978 zde byla vytvořena Tiwi Land Council.

## Domorodci (Tiwiové)
Podstatně se liší od typických australských domorodců. Tito lidé jsou vyhlášeni svým nepřátelstvím vůči veškerým návštěvníkům ostrova. Tiwiové se během pouhých dvou generací s obdivuhodnou lehkostí přeměnili z lovců a sběračů na tržní společnost. Dnes již vyrábějí vlastní zboží a pořádají organizované zájezdy. Rada Tiwi Land Council nepřipouští individuální turistiku na ostrovy. Na ostrovy smí pouze turisté ostrovní společnosti Tiwi Tours. Zájezdy jsou zaměřené na nákupy místního zboží a výrobků.